# 吹き戻し

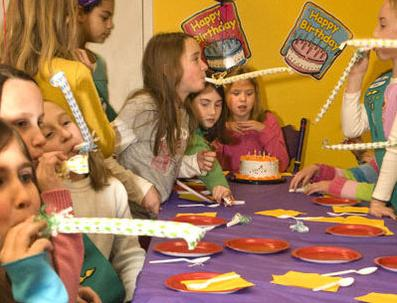
誕生日会で吹き戻しを吹く子供たち

吹き戻し（ふきもどし）とは縁日などでよく見掛けられる笛のおもちゃである。巻き取り、巻き笛、ピーヒャラ笛、蛇笛、ピロロロ、 ピロピロ、ぴろぴろ笛などとも呼ばれる。英語ではblowouts、party hornと呼ばれる。

## 概要
プラスチックの吹き口とつぶれて丸まった紙筒からなる。息を吹き込むとピーという音とともに紙筒が伸びて、吹くのをやめると先の方からクルッと戻ってくるというもの。使い方によってユニークな見た目になるため宴会芸にもよく用いられる。クルクル戻る仕掛けは丸まった紙筒の中に、しごいて巻き癖を付けた細い金属の線材が入っていることによる。
生産量では兵庫県の淡路島が日本一を誇っており、現地の工場に行くと、線材しごきの体験をしたり、様々な吹き戻しで遊ぶことができる。
息を多量に吹き込むため、呼吸のトレーニングに使われることが少なからずある。吹き戻しを吹くことで腹式呼吸や口元の筋肉をつけることの訓練にもなるので、近年は安価なリハビリテーションの道具としても使われ始めている。

## バリエーション
1本のものが普通だが、中には二股、三股にも分かれているものが存在する。また鼻眼鏡などにも応用され、ユニークさを引き立てるためにも使われる。

## 吹き戻しの日
形が「6」に似ていることから、株式会社吹き戻しの里が6月6日を吹き戻しの日として制定し、日本記念日協会により認定された。
同様に日本吹き戻し保存協会が9月9日を独自に記念日に制定していたが、協会の活動停止に伴い廃止された。（日本吹き戻し保存協会は元淡路島観光協会副会長で写真家の木村幸一が設立した団体）

## ギネス記録
2009年7月、淡路島の地元民と観光客765人が参加して10秒間同時に吹き戻しを吹いた記録がギネス世界記録に公認された。
同年11月、東京ビッグサイトで開催された水樹奈々のファンクラブイベント参加者6961人が記録を更新した。